# Артюр Рембо
Жан Никола̀ Артю̀р Рембо̀ (на френски: Jean Nicolas Arthur Rimbaud) е френски поет, един от най-великите представители на първото поколение френски символисти.

## Биография
Артюр Рембо е роден на 20 октомври 1854 г. в Шарлевил-Мезиер, Франция. Баща му, Фредерик Рембо, е морски капитан, а майка му Виали Кюиф е консервативна и деспотична – била принудена да отглежда четирите си деца след като съпругът ѝ ги напуска.
Артюр започва да се интересува от литература в юношеските си години, а първите си опити в областта на литературата прави на 15-годишна възраст. След неколкократно пребиваване в Париж, той решава да се установи там за постоянно. Това става възможно след като изпраща едно от най-известните си стихотворения „Пияният кораб“ на Пол Верлен, който му помага да влезе в средите на парижката бохема.
Верлен, който бил заинтригуван от Рембо, изпратил писмо, което гласяло: „Ела, скъпа велика душа. Ние те чакаме; желаем те“; този текст бил придружен от еднопосочен билет за Париж. Рембо пристигнал късния септември 1871 г. и живял за кратко в дома на Верлен. Верлен, който бил женен за 17-годишната, тежко бременна Матилда Мауте, скоро напуснал работа и започнал да пие.
Рембо и Верлен започнали краткотрайна и пламенна афера. Докато Верлен имал и предишни хомосексуални преживявания, не е известно дали това е първата такава за Рембо. Докато били заедно те водели див, безделнически живот, подправен с абсент и хашиш.
Следва почти едногодишен период на всекидневни запои. Приятелството с Верлен му позволява да води сравнително независим живот, въпреки че всички разходи се поемат от почти 10 години по-възрастния поет. 1873 г. се оказва съдбоносна за Рембо. След препирни с Верлен идва период на дълго странстване между Лондон, Шарлевил-Мезиер и Брюксел. Именно в белгийския град след пореден опит за подобряване на взаимоотношенията си двамата поети до такава степен изпадат в афектно състояние, че Верлен стреля по Рембо и го ранява в ръката. Верлен е подведен под отговорност, а Рембо лекува леката си рана в болница.
През 1874 г. се сближава с Жерменом Нуво и няколко месеца живеят заедно в Англия. След тази случка започва вторият период от неговия живот – на безкрайни странствания в държави от три континента-посещава Дания и Швеция през 1877, а през 1878 работи в Кипър за една френска фирма. През 1879 г.се завръща в родния си град като помага на свои роднини като работи във фермата им. Занимава се с всичко друго, но не и с литература. През 1891 г. е намерен тумор в десния му крак и бива парализиран. В болницата в Марсилия кракът му е ампутиран. Налага се пак да го приемат по-късно в болницата, където на 10 ноември 1891 г. умира. Когато умира, всички са го познавали като търговец, занимаващ се с полулегален бизнес с оръжие.
В литературата Рембо бива оценен едва десетилетия по-късно. Смята се, че е един от най-талантливите продължители на някои от поетическите принципи на Бодлер. Приживе не издава стихосбирка.

## Произведения
- Poésies
- Le bateau ivre (1871)
- Les illuminations (1872)
- Une Saison en Enfer (1873)
- Lettres

## Портрети, направени след смъртта на Рембо
- Артюр на 12 години. Патерн Беришон за La Revue blanche, 1897.
- Рембо на 30 години. Патерн Беришон по рисунка на Изабел Рембо.
- Гравюра на Феликс Валотон за Книга на маските на Реми дьо Гурмон, 1896.
- Портрет от Реджиналд Грей.

## Музеи
- 1994: откриване на „Музей Рембо“, ке „Артюр Рембо“ в Шарлевил-Мезиер, в някогашната херцожка мелница на Карло I Гонзага.
- 4 февруари 2000: откриване на „Къща музей Рембо“ в Харар. Въпреки названието, дадено на огромна и луксозна дървена сграда, вдъхновена от индийската архитектура, тя не е била обитавана от Артюр Рембо, тъй като е построена след смъртта му.
- 20 октомври 2004: по повод 150-годишнината от рождението на Рембо е открита „Другата къща музей“ на ке „Артюр Рембо“ №7 в Шарлевил-Мезиер. Семейство Рембо обитава сградата между 1869 и 1875 г.

- „Музей Рембо“, ке „Артюр Рембо“ в Шарлевил-Мезиер
- „Къща музей Рембо“ в Харар
- „Другата къща музей“ на ке „Артюр Рембо“ №7 в Шарлевил-Мезиер

## Биографии
- Jean-Baptiste Baronian, Rimbaud, Paris, Gallimard, coll. „Folio Biographies“, 2009, 285 p. (ISBN 978-2-07-035548-8).
- Jean-Marie Carré, La Vie aventureuse de Jean-Arthur Rimbaud, Paris, Librairie Plon, coll. „Le roman des grandes existences“, 1926.
- Marcel Coulon, La Vie de Rimbaud et de son œuvre. Avec de nombreux documents inédits ou ignorés, Paris, Mercure de France, 1929.
- Claude Jeancolas, Rimbaud, Flammarion, coll. „Grandes biographies“, 1999, 749 p. (ISBN 978-2-08-067374-9).
- Claude Jeancolas, Rimbaud l'Africain: 1880 – 1891, Paris, Textuel, 2014, 642 p. (ISBN 978-2-84597-492-0).
- Jean-Jacques Lefrère, Arthur Rimbaud, Fayard, 2001, 1242 p. (ISBN 978-2-213-60691-0).
- Henri Matarasso et Pierre Petitfils, Vie d'Arthur Rimbaud, Hachette, 1962, 280 p.
- Pierre Petitfils, Rimbaud, Julliard, coll. „Les Vivants“, dirigée par Camille Bourniquel, 1982, 444 p. (ISBN 978-2-260-00298-7).
- Enid Starkie (превод Alain Borer), Arthur Rimbaud, Flammarion, coll. „Grandes biographies“, 1993 (1 изд. Faber & Faber, London, 1961), 720 p. (ISBN 978-2-08-211802-6).
- Jean-Luc Steinmetz, Arthur Rimbaud – Une question de présence, Tallandier, coll. „Biographie“, 2009 (1 изд. 1991), 486 p. (ISBN 978-2-84734-586-5).